# Lang ist der Weg
Lang ist der Weg es una película alemana de 1947/48 dirigida por Herbert B. Fredersdorf y Marek Goldstein.  Fue la primera película realizada en Alemania que describió directamente el Holocausto (Morituri se estrenó antes, pero se hizo más tarde). Fue realizada con el apoyo de la División de Control de Información del ejército de los Estados Unidos. También es la única película en yidis producida en Alemania hasta la fecha. 
El largometraje combina escenas ficticias y documentales en una trama dramática. 

## Trama
La trama se desarrolla en la ciudad de Landsberg am Lech, en la Alta Baviera, en un campo para desplazados que fueron deportados de sus países de origen por los nazis y liberados de los campos de concentración y exterminio en 1945. La película cuenta en flashbacks la historia de la familia judía Jelin, que primero fue expulsada de su apartamento en Varsovia al gueto de la ciudad, y de allí deportada al campo de concentración de Auschwitz. Su hijo David, sin embargo,  logró escapar del tren de deportación y se dirigió a los partisanos, con los cuales sobrevivió hasta el final de la guerra. Conoce a Dora Berkowitz, que ha perdido a sus padres y no sabe cómo seguir viviendo. David también se ha enterado de la muerte de su padre y que su madre ha desaparecido. Junto con Dora viaja a la zona de ocupación estadounidenses en Alemania para buscar a su madre. Llegan al campo de refugiados de Landsberg am Lech, que está completamente abarrotado, y se casan. Junto con otros jóvenes judíos, trabajan en talleres y asisten a cursos de formación para poder construir un futuro mejor para ellos.
La madre sobrevivió al campo de concentración y, una vez recuperada un poco físicamente, buscó inicialmente a su hijo en Varsovia. Se entera de su partida a Alemania y se dirige allí también. Sin embargo, queda traumatizada por las terribles experiencias vividas en el campo de concentración y sufre un colapso psicológico total, por lo que es ingresada en una clínica como una persona desconocida. Cuando se logra averiguar su nombre, se publica un anuncio de búsqueda en un periódico, lo cual le permite a David encontrarla. Al principio ella no lo reconoce, pero cuando su estado mejore, todos esperan poder salir pronto de Alemania e ir a un Estado judío, que aún no existía en la época en que se rodó la película. 

## Elenco
- Israel Becker como David Jelin
- Bettina Moissi como Dora Berkowicz
- Berta Litwina como Hanne Jelin
- Jakob Fischer como Jakob Jelin
- Otto Wernicke como médico jefe
- Paul Dahlke como segundo médico
- Aleksander Bardini como campesino
- David Hart como el Sr.Liebermann
- Misha Natan como partidista
- Heinz-Leo Fischer como Chodetzki

Supervivientes judíos de los campos de desplazados de Neu-Freimann/Kaltherberge (Múnich) y Pocking (uno de los campos de desplazados judíos más grandes de la zona estadounidense) asumieron el papel de extras. En una carta fechada el 3 de julio de 1947, la compañía cinematográfica Ifo también pidió a la oficina cultural del DP en Feldafing, donde también había un gran campo de refugiados judío, que “para el día siguiente cinco judíos ortodoxos de entre 45 y 60 años” para apoyar la “gran causa”. Probablemente la tarea más difícil desde el punto de vista emocional recayó en los desplazados de Pocking: se hicieron pasar por prisioneros judíos durante la selección en la rampa de Auschwitz-Birkenau. 

## Trasfondo
El codirector Marek Goldstein fue un sobreviviente del Holocausto. La película se rodó en el estudio Múnich-Geiselgasteig, en Múnich y sus alrededores, así como en un campo de refugiados para personas desplazadas durante el verano de 1947.  Carl L. Kirmse fue el responsable de la escenificación. El estreno tuvo lugar el 1 de septiembre de 1948 en Berlín Occidental. 

## Recepción
Después de su estreno en Múnich en junio de 1948, se estrenó en la Marmorhaus de Berlín en 1948, en el aniversario del inicio de la guerra, el 1 de septiembre. 
La película tuvo un estreno limitado y, cuando se estrenó en Alemania, muchos habitantes de los campos de desplazados habían sido reasentados y un gran número de ellos emigraron al recién fundado Estado de Israel. 
El largometraje fue un fracaso de taquilla, probablemente porque mostraba acontecimientos demasiado recientes. Ulrich Bach comentó al respecto: "El mensaje de sentimiento humanitario y sin prejuicios de las películas permite a los espectadores alemanes presenciar la difícil situación de sus víctimas, sin ser acusados inmediatamente. Pero a diferencia de otras películas de escombros, ni Lang ist der Weg ni Morituri tuvieron éxito comercial; parece que el público alemán no estaba dispuesto a identificarse con los personajes judíos y polacos. En varias ocasiones, los periódicos informaron que los espectadores silbaban, aullaban y abandonaban el cine durante la proyección de Morituri. Al parecer, el público alemán no pudo empatizar con las víctimas..." En la reseña cinematográfica del Süddeutsche Zeitung del 16 de noviembre de 1948 se señaló que durante la proyección de la secuencia con los crematorios de Auschwitz, algunos espectadores aplaudieron y gritaron: "No han muerto suficientes". 
Películas como Lang ist der Weg o Morituri no sólo encontraron desaprobación en Alemania. Jacob Joslow, director ejecutivo regional del Congreso Judío Americano, declaró en un memorando a Benjamin B. Goldman [...] el 4 de noviembre de 1948: "No veo ninguna manera en la que podamos hacer uso de la película. La historia oscura y lúgubre de la vida bajo Hitler, de la vida en el campo de concentración, de la liberación, se ha contado con demasiada frecuencia. La viveza de la imagen habría sido valiosa en las campañas de 1946 y 1947. [ ... ] No recomiendo nuestra participación adicional". 